# Lewis Hall
Lewis Hall, né le 8 septembre 2004 à Slough (Angleterre), est un footballeur anglais qui évolue au poste d'arrière gauche à Newcastle United.

## Biographie
Lewis Hall est né le 8 septembre 2004 à Slough, dans le Berkshire,,, commençant à jouer dans le centre de formation du Chelsea FC dès les moins de 8 ans,,, après avoir joué au club de Binfield, où il pratique aussi le cricket en parallèle de sa formation footballistique,.
Fil d'un joueur de rugby, Lewis Hall est le frère cadet de Connor Hall (en), également joueur de footballeur professionnel, surtout connu pour ses exploits en FA Cup avec le Chorley FC,,,.

### Carrière en club

#### Formation et débuts au Chelsea FC
Effectuant toute sa formation au Chelsea FC, Lewis Hall joue avec l'ensemble des équipes de jeunes du club,,,,.
Commençant la saison 2021-2022 avec les moins de 18,, où il règne sur le milieu de terrain, enregistrant trois buts et quatre passes décisives, Il s'impose ensuite avec les moins de 23 ans en Premier League 2,, continuant aussi à s'illustrer face au but malgré un replacement en défense. En décembre 2021, Lewis Hall reçoit sa première convocation en équipe première, figurant sur le banc lors de la victoire 2-0 dans le match aller en quart de finale de la Coupe EFL contre Brentford,.
Le 8 janvier 2022, il fait ses débuts professionnels avec le Chelsea FC, titularisé comme défenseur central gauche par Thomas Tuchel dans une défense à trois lors de la victoire 5-1 en FA Cup contre le Chesterfield FC, fournissant même une passe décisive pour le troisième but de la rencontre, marqué par Romelu Lukaku. Il est élu homme du match et devient alors le plus jeune joueur titulaire en Coupe d'Angleterre de l'histoire du Chelsea FC,,,,.
En mai 2022, il remporte la Premier League Cup (en) avec les moins de 18 ans — premier titre de l'équipe en quatre ans —, passeur décisif lors de la victoire 2-1 contre le Fulham FC en finale,,.

#### Révélation lors d'une saison difficile
En septembre 2022, Lewis Hall signe son premier contrat de longue durée avec le club de Londres, auquel il se lie jusqu'en 2025,,.
Mais c'est lors de la saison 2022-23 (en) que Lewis Hall va réellement jouer un rôle de premier plan : à la suite du départ tumultueux de Roman Abramovitch, compromis dans la guerre d'Ukraine, et alors que le nouveau propriétaire Todd Boehly fait du Chelsea FC le club le plus dépensier du monde sur le marché des transferts, Lewis Hall parvient à émerger comme une des révélations du championnat anglais.
Profitant notamment des blessures à répétitions de Ben Chilwell, mais également de la méforme de Marc Cucurella — signé à l'été 2022 pour une somme estimée à plus de 70 millions d'euros, —, ainsi que les échecs des replacements de Mason Mount ou Callum Hudson-Odoi au poste de piston gauche, Lewis Hall dépasse la dizaine de matchs joués comme piston ou arrière gauche, la quasi-totalité comme titulaire, sous Graham Potter puis Frank Lampard,,,.
Il fait ainsi partie des rares satisfactions de son club,,, dans une saison où l'amoncellement d'onéreux talents n'empêche pas les Londoniens d'échouer dans toutes les compétitions auxquelles ils prennent part, où Lewis Hall enchaine lui les prestations positives,,,.

#### Prêt à Newcastle United
Le 22 août 2023, Lewis Hall est prêté à Newcastle United pour une saison. L'obligation d'achat sera définitif à l’été prochain sur la base de critères liés à la performance.

### Carrière en sélection
Lewis Hall est international anglais en équipes de jeunes, ayant joué avec l'Angleterre des moins de 15 aux moins de 19 ans, à partir de 2024, après s'être illustré à plusieurs reprises avec les moins de 18 ans,,.
En mai 2023, il est néanmoins empêché par son club de participer à la Coupe du monde des moins de 20 ans, Frank Lampard ayant besoin de ses services en Premier League,.

## Style de jeu
Milieu de terrain de formation,, c'est néanmoins comme défenseur que Hall va connaitre son essor comme professionnel, d'abord dans l'axe — alors qu'il n'avait jamais joué à ce poste pendant sa formation —, puis principalement sur le côté gauche, comme piston ou arrière latéral,.
Il est décrit comme un joueur combatif, jouant à haute intensité , capable de porter le ballon vers l'avant et de débloquer des situations grâce à ses passes et son pied gauche,.
Thomas Tuchel, en parle comme un joueur à l'aise ballon au pied, talentueux et faisant en preuve de sang froid en phase de possession, Hall s'attirant aussi les louanges de ses entraineurs successifs à Chelsea, Graham Potter puis Frank Lampard,.
Peu après ses débuts professionnels, il cite Kevin De Bruyne et Frank Lampard comme ses modèles footballistiques,.

## Statistiques
| Saison                | Club                    | Championnat           | Championnat | Championnat | Championnat | Coupe nationale | Coupe nationale | Coupe nationale | Coupe de la Ligue | Coupe de la Ligue | Coupe de la Ligue | Supercoupe | Supercoupe | Supercoupe | Compétition(s) continentale(s) | Compétition(s) continentale(s) | Compétition(s) continentale(s) | Compétition(s) continentale(s) | Angleterre | Angleterre | Angleterre | Total | Total | Total |
| Saison                | Club                    | Division              | M.          | B.          | P.d.        | M.              | B.              | P.d.            | M.                | B.                | P.d.              | M.         | B.         | P.d.       | Comp.                          | M.                             | B.                             | P.d.                           | M.         | B.         | P.d.       | M.    | B.    | P.d.  |
| 2021-2022             | Chelsea FC              | Premier League        | -           | -           | -           | 1               | 0               | 0               | -                 | -                 | -                 | -          | -          | -          | C1                             | -                              | -                              | -                              | -          | -          | -          | 1     | 0     | 0     |
| 2022-2023             | Chelsea FC              | Premier League        | 9           | 0           | 0           | 1               | 0               | 0               | 1                 | 0                 | 0                 | -          | -          | -          | C1                             | -                              | -                              | -                              | -          | -          | -          | 11    | 0     | 0     |
| Sous-total            | Sous-total              | Sous-total            | 9           | 0           | 0           | 2               | 0               | 0               | 1                 | 0                 | 0                 | 0          | 0          | 0          | -                              | 0                              | 0                              | 0                              | 0          | 0          | 0          | 12    | 0     | 0     |
| 2023-2024             | Newcastle United (prêt) | Premier League        | 18          | 1           | 0           | 1               | 0               | 0               | 2                 | 1                 | 0                 | -          | -          | -          | C1                             | 1                              | 0                              | 0                              | -          | -          | -          | 22    | 2     | 0     |
| 2024-2025             | Newcastle United        | Premier League        | 27          | 0           | 3           | 1               | 0               | 0               | 6                 | 0                 | 0                 | -          | -          | -          | -                              | -                              | -                              | -                              | 2          | 0          | 0          | 36    | 0     | 3     |
| Sous-total            | Sous-total              | Sous-total            | 45          | 1           | 3           | 2               | 0               | 0               | 8                 | 1                 | 0                 | 0          | 0          | 0          | -                              | 1                              | 0                              | 0                              | 2          | 0          | 0          | 58    | 2     | 3     |
| Total sur la carrière | Total sur la carrière   | Total sur la carrière | 54          | 1           | 3           | 4               | 0               | 0               | 9                 | 1                 | 0                 | 0          | 0          | 0          | -                              | 1                              | 0                              | 0                              | 2          | 0          | 0          | 70    | 2     | 3     |

## Palmarès
| Chelsea FC - Premier League Cup U18 (en) - Vainqueur : 2022. |